# Салиньи, Ангел
Ангел И. Салиньи (рум. Anghel Saligny; 19 апреля 1854, Лиешти, жудец Галац, Западная Молдавия — 17 июня 1925, Бухарест, Королевство Румыния) — румынский государственный деятель, академик, инженер-строитель, педагог, профессор, министр общественных работ Румынии.
Считается одним из пионеров мировых технологий в проектировании и строительстве мостов из металлических конструкций и железобетона, один из основоположников румынского машиностроения. В 2006 году внесен в список 100 величайших румын.

## Биография

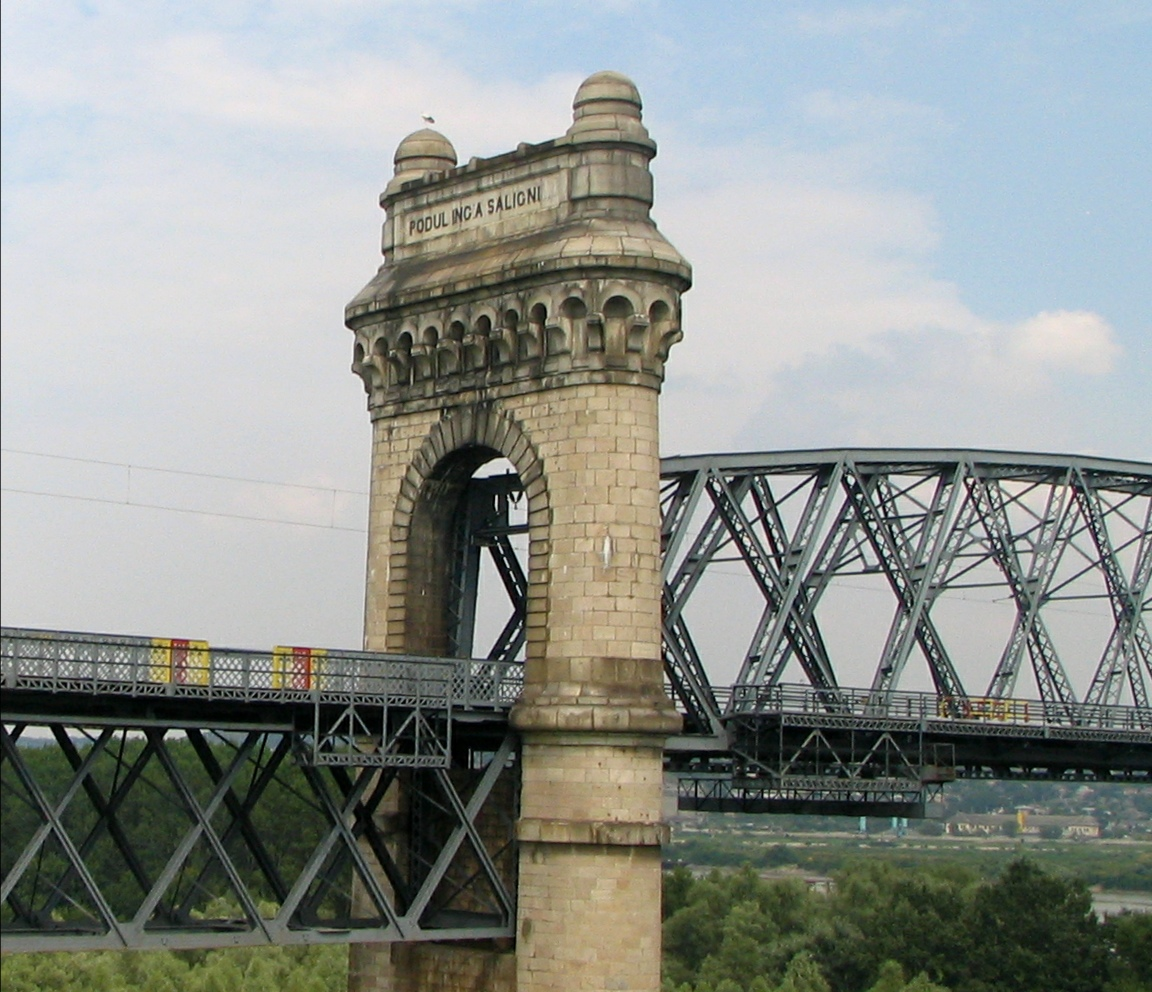
Железнодорожный мост Фетешти-Чернаводэ

Его отец Альфред Салиньи, потомок французских гугенотов, а мать была полькой. Посещал лекции Герман Гельмгольца в Берлинском университете. В 1870—1874 годах изучал инженерное дело в Шарлоттенбургском высшем техническом училище (сейчас Берлинский технический университет).
Работал инженером на строительстве железных дорог в Саксонии и Пруссии. Между 1884 и 1889 годами спроектировал и реализовал первые железобетонные зернохранилища в мире, функционирующие и сегодня в Констанце, Браиле и Галаце. Одним из важнейших его проектов стал железнодорожный мост Фетешти-Чернаводэ через Дунай (тогда мост короля Кароля I, ныне мост Ангела Салиньи). Строительство моста длилось с 1890 по 1895 годы. В нём пять проемов, четыре из них шириной 140 метров, а средний — 190 м. Для прохода судов под мостом его подняли над поверхностью воды на 30 м.
Построил первый в стране железнодорожно-автомобильный совмещённый мост, спроектировал ещё несколько металлических мостов, например, 430-метровый через реку Сирет. Руководил строительством порта Констанца. В порту Констанца построил специальный резервуар для вывоза нефти, а также два элеватора для вывоза зерна.

Был одним из основателей Бухарестского политехнического общества (предшественника сегодняшнего Бухарестского технологического университета). В 1907 году стал членом Румынской академии, был её президентом с 1907 по 1910 год.